# Grill

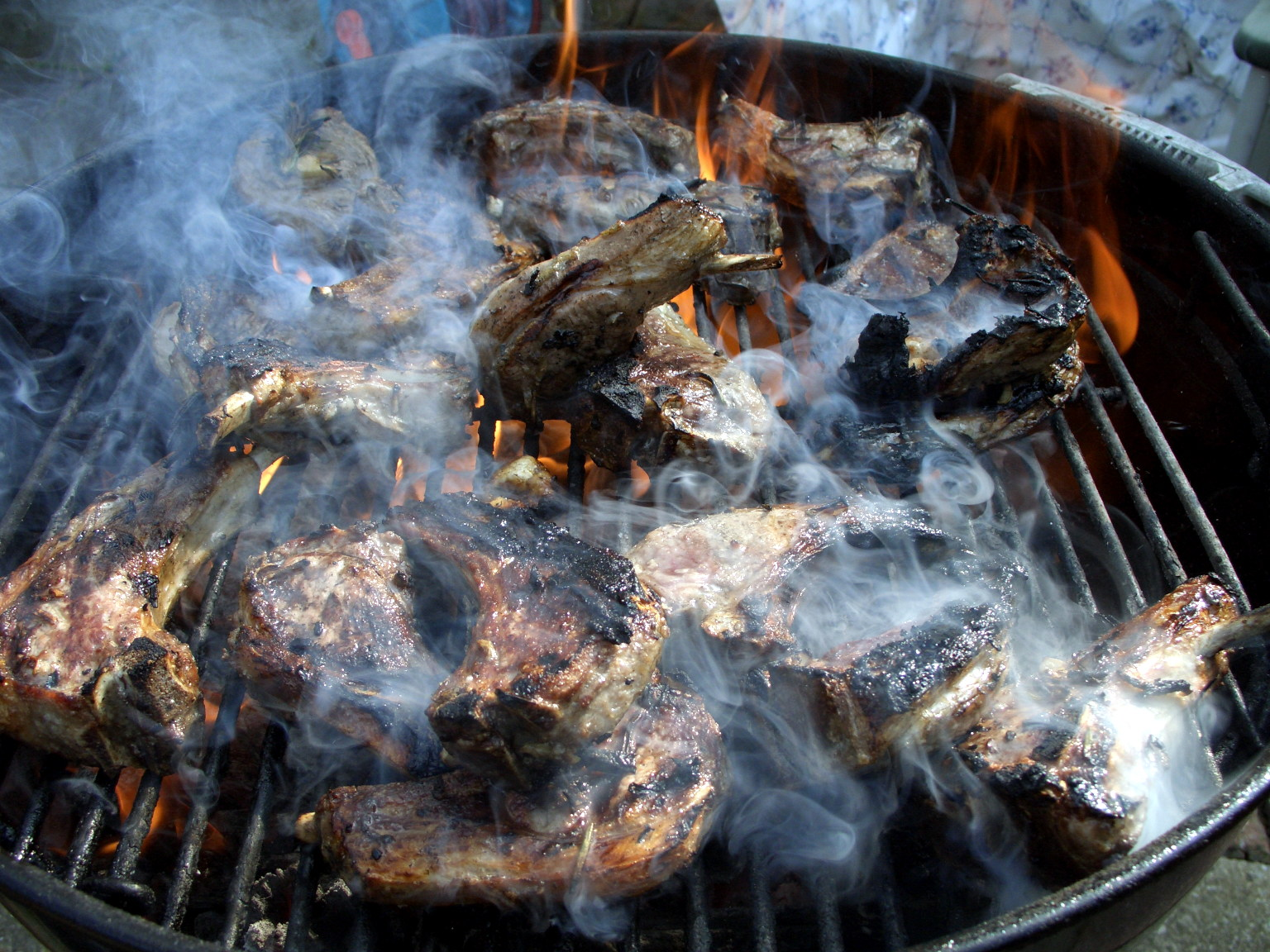
Potrawa przyrządzana na grillu

Grill (wym. gril) – urządzenie służące do obróbki cieplnej produktów żywnościowych, wykorzystujące do tego celu źródło ciepła umieszczone bezpośrednio pod rusztem. Rozróżnia się grille węglowe, gazowe i elektryczne.
Budowa grilla uzależniona jest od jego rodzaju. Urządzenie to ma zazwyczaj postać ogniotrwałej (najczęściej stalowej lub żeliwnej) misy z osłoną wyposażoną w punkty mocowania rusztu; najczęściej występuje w formie przenośnej. Budowane są także grille stałe, na zewnątrz budynków (np. w ogrodach) i wewnątrz (np. w restauracjach). Grill używany jest głównie do przyrządzania mięs i ryb, a także do przygotowania warzyw.

## Historia
Grillowanie żywności na ruszcie zamieszczonym nad źródłem ciepła, znane było od czasów prehistorycznych, kiedy człowiek nie znał jeszcze naczyń żaroodpornych, ani innych metod termalnego przetwarzania żywności. Opiekanie mięsa nad ogniem było więc pierwszą i podstawową metodą przygotowywania pokarmów. Grillowanie we współczesnym rozumieniu (z wykorzystaniem do tego celu specjalnego urządzenia) upowszechniło się po II wojnie światowej, kiedy amerykańska klasa średnia zaczęła masowo wyjeżdżać poza miasto, aby spędzać tam czas wolny od pracy.
Twórcą tradycyjnego, półkolistego projektu grilla jest George Stephen, spawacz w firmie Weber Brothers Metal Works, który niezadowolony z płaskich, nieosłoniętych od wiatru grilli, wpadł na pomysł, aby ruszt umieścić w stalowej półkuli z przykrywką oraz dospawać do niego trzy stalowe nogi. Zaproponowany przez niego kształt grilla szybko się upowszechnił. 
Grill gazowy został opracowany w 1960 r. przez Amerykanów Williama G. Wepfera i Meltona Lancastera, pracowników gazowej firmy ARKLA.

## Grill węglowy

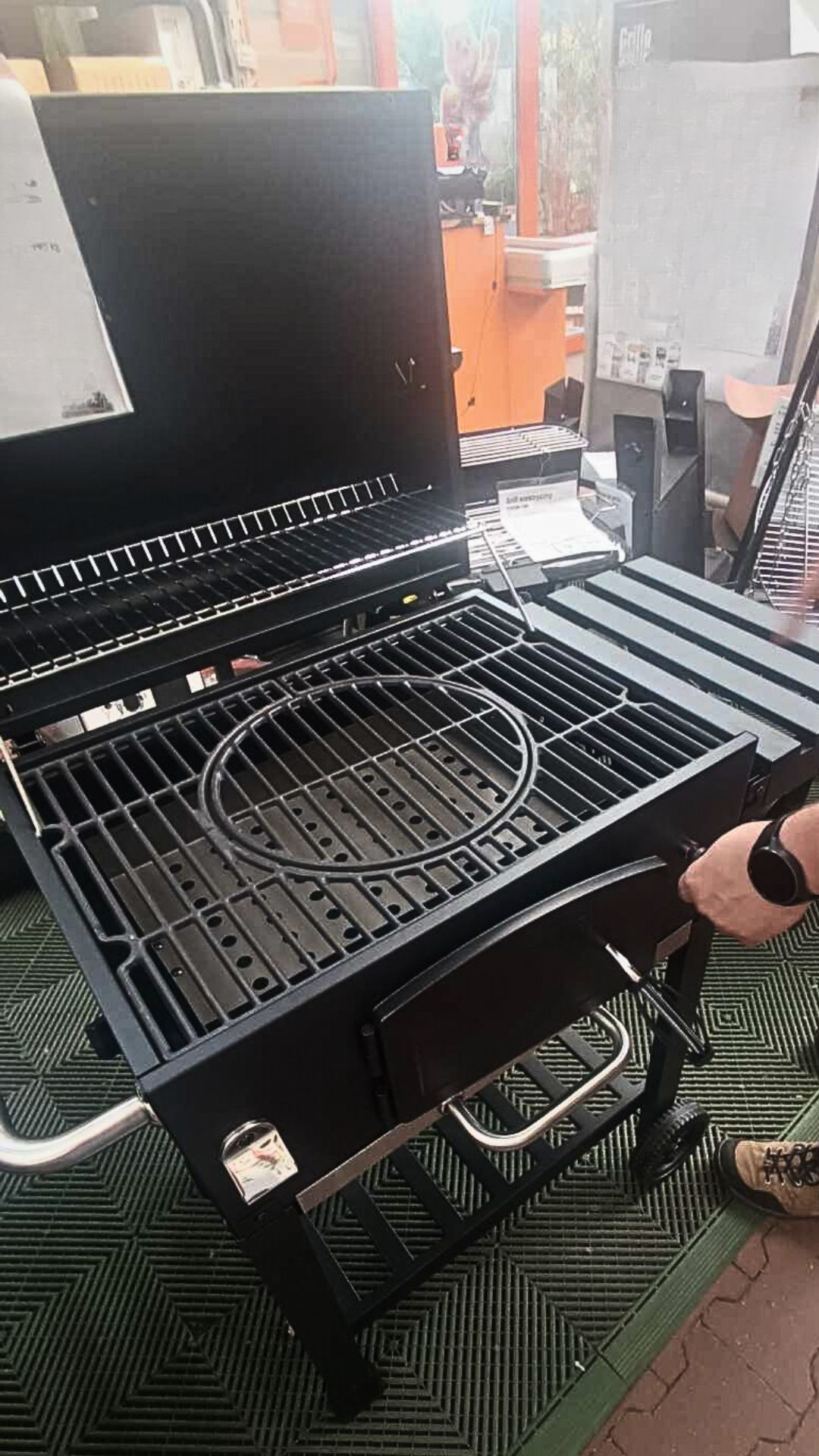
Przykład grilla węglowego z podnoszonym rusztem na korbkę.

W grillach węglowych jako źródło energii wykorzystuje się węgiel drzewny (w brykietach lub naturalnych bryłach). W czasie procesu spalania węgla pojawia się żar, który umożliwia obróbkę termiczną żywności. W zależności od rodzaju wykorzystywanego węgla można uzyskać zróżnicowane walory smakowe jedzenia. Dym wytworzony poprzez tłuszcz ściekający na węgiel nadaje potrawom smak i zapach wędzonki. 
Grille węglowe dostępne są w wielu wariantach. W zależności od przeznaczenia wyróżnia się grille jednorazowe, składane, stacjonarne, a także żeliwne i kamienne.
Grille węglowe są popularne w Polsce ze względu na szeroką dostępność oraz niewielki koszt eksploatacji. Ich wadami są długi czas rozpalania oraz trudność w czyszczeniu.

## Grill gazowy

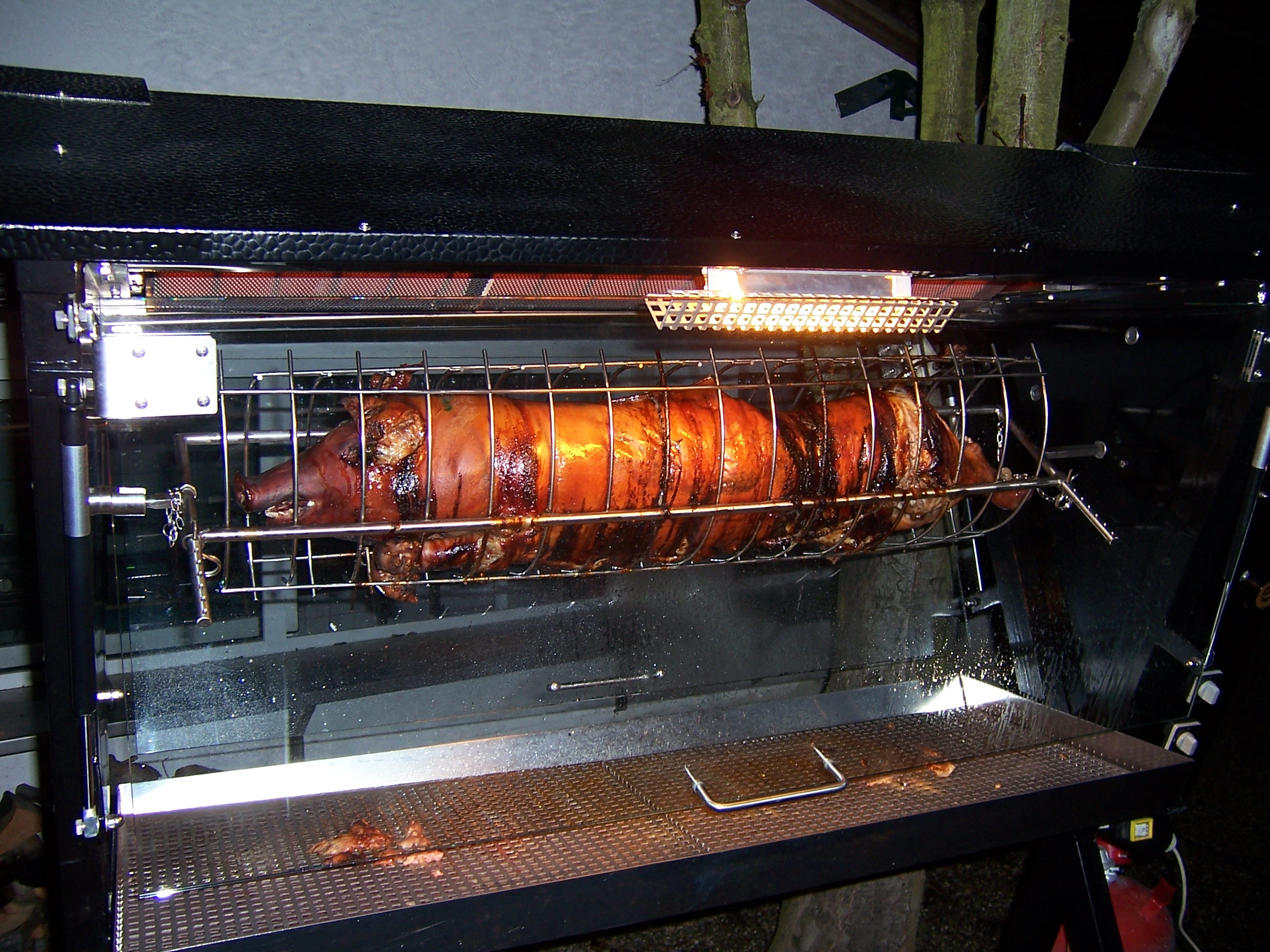
Grill gazowy do pieczenia prosiaka

Grille gazowe zasilane są najczęściej propanem lub gazem ziemnym. Z wyglądu przypominają grille tradycyjne, wyposażone są jednak zazwyczaj w półkę, umieszczoną między nogami, na której stawiana jest butla gazowa. Żywność grillowana jest albo poprzez bezpośrednie działanie płomienia na żywność, albo pośrednio (płomień ogrzewa elementy, z których ciepło promieniuje na przygotowywane potrawy). Dzięki brykietom ceramicznym lub kamieniom z lawy wulkanicznej umieszczonym w grillu gazowym, ciepło jest dostarczane równomiernie. Najnowsze grille wyposażone są w rozwiązania techniczne, które nie pozwalają na spalanie tłuszczów wytapianych z przygotowywanego jedzenia i nie dopuszczają do emisji szkodliwych dla zdrowia substancji oraz powstawania nieprzyjemnego zapachu. 
Czasem grille są wyposażone w  metalowy ruszt, który obracany jest nad ogniem przez silnik elektryczny, dzięki czemu żywność jest równomiernie opiekana. Niektóre grille zawierają także specjalną przegrodę, do której wkłada się drewniane wióry mające nadać przygotowywanej żywności intensywny aromat wędzenia. 
Zaletami grilla gazowego są natychmiastowa gotowość do pracy (brak konieczności długotrwałego rozpalania), prostota obsługi (urządzenie daje możliwość regulacji przepływu gazu i temperatury pieczenia), a także łatwość czyszczenia. Grille gazowe są przeważnie droższe w zakupie, ale tańsze w codziennym użytkowaniu. W czasie pieczenia mięsa na grillu gazowym nie wydzielają się tzw. węglowodory aromatyczne, jak to ma miejsce w przypadku grilla węglowego, dlatego też tę formę obróbki termicznej żywności uznaje się za zdrowszą.
Grille gazowe produkowane są w różnych rozmiarach – od małych, przeznaczonych do domowego użytku, po grille przemysłowe, które są w stanie przygotować mięso dla stu i więcej osób.

## Grill elektryczny
Grille elektryczne używane są zazwyczaj we wnętrzach. Zazwyczaj wyposażone są w pokrywę oraz pozbawione są nóżek. W zakresie użytkowania grill elektryczny podobny jest do grilla gazowego. Wadą grilla elektrycznego jest konieczność podpięcia go do sieci elektrycznej, co sprawia, że często nie można go używać w plenerze. Ze względu na rosnące ceny energii elektrycznej grill elektryczny jest również droższy w eksploatacji niż grill gazowy i węglowy.